# Prima battaglia di Chlumec
La prima battaglia di Chlumec fu un presunto scontro tra le truppe del margravio di Meißen Eccardo II e il duca boemo Bretislao I che ebbe luogo il 22 settembre 1040 vicino a Chlumec (Kulm) nella Boemia settentrionale, in cui le l'esercito di Bretislao furono vittoriose; secondo Perlbach (1870:451f.), invece, i comandanti raggiunsero un accordo che permise ai sassoni di ritirarsi senza combattere.

## Antefatti
Bretislao aveva intrapreso una campagna in Polonia nell'estate del 1039, saccheggiò Cracovia e altre città e prendendo Gniezno. Lì, alla presenza degli alti principi della chiesa boema, fu aperta la tomba di sant'Adalberto (in ceco: Vojtěch, in polacco: Wojciech) e furono prese le sue ossa per trasferirle a Praga insieme a quelle del fratellastro Radim-Gaudentius, il primo vescovo di Gniezno. Anche se l'occupazione della Slesia, Gniezno e della Moravia indebolì notevolmente il regno di Polonia, la vera ragione della campagna probabilmente fu la cattura di queste reliquie: con l'aiuto delle esse, infatti, Praga poteva essere elevata ad arcidiocesi boema indipendente da Gniezno. Il progetto fu illustrato con un'ambasciata presso il papa, ma incontrò aspre resistenze da parte dell'arcivescovo di Magonza, che deteneva l'autorità suprema sulla diocesi di Praga.
Re Enrico III prese la posizione dell'arcivescovo di Magonza. Egli esigette inoltre il ritiro di Bretislao dalla Polonia, che, come la Boemia, era un principato vassallo del Sacro Romano Impero, nonché un alto tributo, che Bretislao non era disposto a pagare. Quest'ultimo, invece, per impedire una campagna dell'Impero contro la Boemia, inviò suo figlio Spytihněv come ostaggio al re. Quando Bretislao continuò a rifiutarsi di pagare il tributo, Enrico III partì per la Boemia con due colonne dell'esercito nell'agosto del 1040. Lui stesso marciò con le truppe bavaresi su Domažlice (in tedesco Taus), e qui si svolse la prima della battaglia di Biwanka. La maggior parte dei guerrieri del contingente morì, e i Totenannalen dell'abbazia di Fulda sono una fonte preziosa per conoscere i nomi dei caduti.

## La battaglia
Lo scontro tra le forze sassoni guidate da Eccardo II, margravio di Meißen e le forze boeme di Bretislao I, che si incontrarono vicino al fiume Bílina (circa 20 km a sud-ovest di Chlumec), avvenne all'inizio di settembre 1040, ma secondo Perlbach, i comandanti raggiunsero un accordo che permise ai sassoni di ritirarsi senza combattere.
Le forze sassoni guidate da Eccardo II e dall'arcivescovo di Magonza Bardo, si riunirono a Dohna, sulla riva sinistra dell'Elba, il 15 agosto. Essi dovevano unirsi alle forze di Enrico prima di marciare contro Praga, ma rimasero a Dohna per dieci giorni. Durante questo periodo, Enrico subì un'imboscata nella Foresta dell'Alto Palatinato e subì pesanti perdite. Eccardo non entrò immediatamente in Boemia perché era osteggiato dalle forze boeme guidate dal conte di Bílina: Eccardo quindi corruppe quest'ultimo, e il 24 agosto questo permise ai sassoni di muoversi verso sud in Boemia attraverso i passi dei monti della Boemia centrale, opponendo solo una resistenza simbolica.
Eccardo passò Chlumec, e saccheggiò la campagna boema per nove giorni, subendo solo piccole perdite in una scaramuccia il 31 agosto. A Gnevin, Eccardo fu raggiunto da messaggeri inviati da Enrico, guidati da Gontiero di Boemia, che lo informavano della sua sconfitta a Biwanka e gli ordinavano di ritirarsi. Nel frattempo, Bretislao si era mosso contro la forza sassone. Sembra che Gontiero abbia negoziato un accordo tra Eccardo e Bretislao permettendo ai sassoni di ritirarsi senza combattere, ma Bretislao catturò l'infido conte di Bílina, facendolo accecare e mutilare e gettandolo in un burrone (Perlbach 1870:452, citando Cosma di Praga).
Enrico, l'anno successivo, rispose a un'offerta di negoziazione con una richiesta di sottomissione incondizionata. Enrico iniziò una seconda campagna di successo l'anno successivo, nell'agosto del 1041, questa volta unendosi alle forze di Eccardo II vicino a Praga, riuscendo a sottomettere Bretislao.